# Gekijōban Naruto: Blood Prison
Naruto the Movie: Blood Prison (劇場版 NARUTO-ナルト- ブラッド・プリズン, Gekijōban Naruto: Buraddo Purizun) é o oitavo filme de toda a série Naruto e o quinto filme de Naruto Shippuden. Foi lançado nos cinemas do Japão em 30 de julho de 2011. A música tema do filme é "Otakebi" por Yusuke Kamiji. Na França foi transmitido pela primeira vez em 14 de novembro de 2012 no Game One sob o nome Naruto Shippuden, Blood Prison: Hozûki Castle.

## Sinopse
Depois de sua captura por tentativa de assassinato ao Raikage, líder da Vila Oculta da Nuvem, e por matar Jounins da Névoa e da Rocha, Naruto é preso em Houzukijou, uma unidade de segurança máxima conhecida como Blood Prison (Prisão de Sangue). O Diretor dessa Prisão, Mui, utiliza um jutsu supremo de confinamento, selando os poderes de todos os seus prisioneiros. Começa então a batalha para provar a inocência de Naruto e expor os segredos por trás da Blood Prison.